# AV-8B Harrier Assault
AV-8B Harrier Assault je videohra, kterou vydala společnost Domark v roce 1992 pro platformy PC, Amiga a Atari ST. Vylepšená verze z téhož roku využívající SVGA grafiku má alternativní název SVGA Harrier. V roce 1994 byla vydána modifikovaná verze pro Mac OS pod názvem Flying Nightmares. AV-8B Harrier Assault se ovládala klávesnicí, myší a případně joystickem. Byla k dispozici na 5¼" nebo 3½" disketách.
Na rozdíl od typických leteckých simulátorů z té doby lze AV-8B Harrier Assault hrát také jako realtimovou strategii, kdy hráč může plánovat útoky i s pozemními a námořními silami.

## Popis

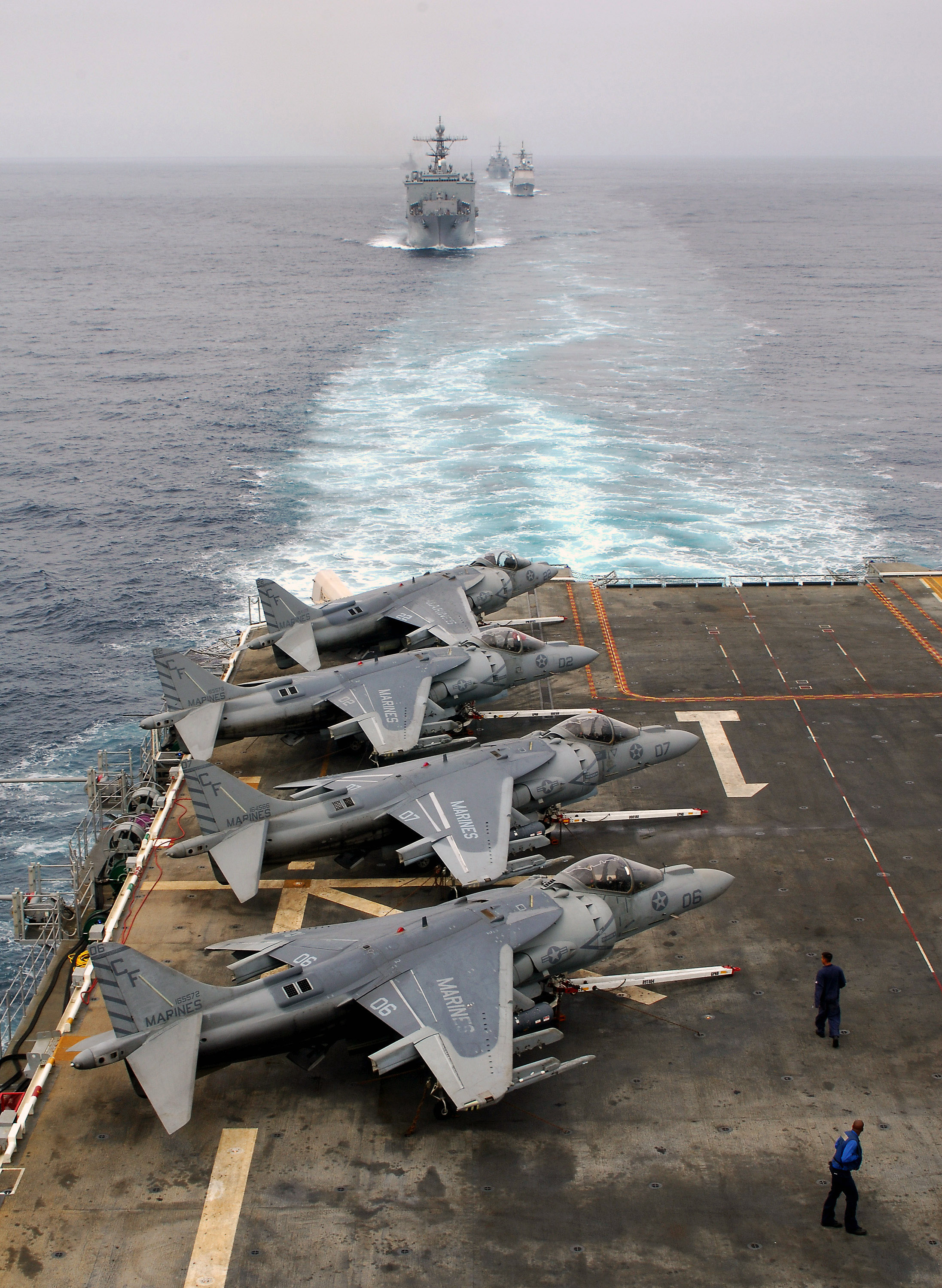
Řada letounů McDonnell Douglas AV-8B Harrier II na palubě lodi USS Tarawa

Simulovaným strojem je McDonnell Douglas AV-8B Harrier II, letoun ve službách americké Námořní pěchoty schopný kolmého startu a přistání (V/STOL). 
Hra představuje fiktivní konflikt mezi vojenskými silami Spojených států amerických a indonéskou armádou okupující Východní Timor. Bojový svaz vedený vrtulníkovou výsadkovou lodí USS Tarawa má rozkaz pomoci jednotkám námořní pěchoty vytlačit indonéské ozbrojené složky z okupované části ostrova Timor. Svaz je vybaven letkou 16 proudových letounů AV-8B Harrier II, vrtulníky CH-46 Sea Knight a CH-53 Sea Stallion umístěnými na Tarawě a eskortních plavidlech a brigádou obojživelných transportérů AAV-7A1, tanky a dalšími vozidly pro podporu Námořní pěchoty a jednotek speciálních sil.